# ایوابوچی سانجی
ایوابوچی سانجی انگلیسی: 岩淵 三次, Iwabuchi Sanji؛ ۲ مارس ۱۸۹۵ – ۲۶ فوریهٔ ۱۹۴۵) دریابان نیروی دریایی امپراتوری ژاپن در جنگ جهانی دوم بود. وی پس از مواجهه با شکست قریب‌الوقوع در جریان نبرد مانیل (۱۹۴۵) خودکشی کرد.